# Atletismo nos Jogos Pan-Americanos de 2019 - 50 km marcha atlética feminina
A competição da marcha atlética 50 km feminina foi um dos eventos do atletismo nos Jogos Pan-Americanos de 2019, em Lima, no Peru. A prova foi realizada no dia 11 de agosto.

## Calendário
Horário local (UTC-5).
| Data         | Horário | Fase  |
| ------------ | ------- | ----- |
| 11 de agosto | 7:00    | Final |

## Medalhistas
| Ouro   | ECU Johana Ordóñez |
| Prata  | GUA Mirna Ortiz    |
| Bronze | ECU Paola Pérez    |

## Recordes
Recordes mundial e pan-americano antes da disputa dos Jogos Pan-Americanos de 2019.
| Tipo                             | Atleta    | Tempo   | Local   | Data              |
| -------------------------------- | --------- | ------- | ------- | ----------------- |
|                                  | Liang Rui | 4:04:36 | Taicang | 5 de maio de 2018 |
| Recorde dos Jogos Pan-Americanos |           |         |         |                   |

## Resultado final
Os resultados foram os seguintes:  
| Posição           | Atleta           | Nacionalidade      | Tempo   | Notas                 |
| ----------------- | ---------------- | ------------------ | ------- | --------------------- |
| Medalha de ouro   | Johana Ordóñez   | ECU Equador        | 4:11:12 | Recorde sul-americano |
| Medalha de prata  | Mirna Ortiz      | GUA Guatemala      | 4:15:21 |                       |
| Medalha de bronze | Paola Pérez      | ECU Equador        | 4:16:54 |                       |
| 4                 | Viviane Lyra     | BRA Brasil         | 4:22:46 | Recorde pessoal       |
| 5                 | Elianay da Silva | BRA Brasil         | 4:29:33 | Recorde pessoal       |
| 6                 | Mayra Herrera    | GUA Guatemala      | 4:30:52 | Recorde da temporada  |
| 7                 | Yoci Caballero   | PER Peru           | 4:31:33 | Recorde pessoal       |
| 8                 | Evelyn Inga      | PER Peru           | 4:36:36 |                       |
| 9                 | Stephanie Case   | USA Estados Unidos | 4:50:31 |                       |
| 10                | Katie Burnett    | USA Estados Unidos | DNF     |                       |

Legenda
| Recorde mundial                  | Recorde mundial (World record)               |                       | Recorde africano                      | Recorde africano (African) |                                           | Q | Classificado por posição (Qualified) |
| Recorde dos Jogos Pan-Americanos | Recorde pan-americano (Pan-American record)  | Recorde da América    | Recorde da América (Americas)         | q                          | Classificado por melhor tempo (Qualified) |   |                                      |
| Melhor marca do ano              | Melhor marca do ano (World leading)          | Recorde asiático      | Recorde asiático (Asian)              | DNS                        | Não largou (Did not start)                |   |                                      |
| Recorde nacional                 | Recorde nacional (National record)           | Recorde europeu       | Recorde europeu (European)            | DNF                        | Não terminou (Did not finish)             |   |                                      |
| Recorde pessoal                  | Recorde pessoal do atleta (Personal best)    | Recorde da Oceania    | Recorde da Oceania (Oceania)          | DSQ / DQ                   | Desclassificado (Disqualified)            |   |                                      |
| Recorde da temporada             | Recorde da temporada do atleta (Season best) | Recorde sul-americano | Recorde sul-americano (South America) | NM                         | Sem marca (No mark)                       |   |                                      |